# Tischtennisweltmeisterschaft 1926
Die 1. Tischtennisweltmeisterschaft fand vom 6. bis 12. Dezember 1926 in London (Großbritannien) statt. Spielorte waren vorwiegend die Memorial Hall (Farringdon Street), aber auch ein indisches Studentenwohnheim (Gower Street), das Unity House (Euston Road) und Herga LTC (Harrow).

## Allgemeines
Dieses Turnier war ursprünglich als Europameisterschaft geplant. Allerdings gestattete der Weltverband ITTF am 7. Dezember 1926 acht Studenten aus Indien, die sich derzeit in London aufhielten, die Teilnahme. Dadurch wurde das Ereignis zur Weltmeisterschaft aufgewertet.
Die Spiele wurden auf sechs Tischen ausgetragen. Diese Tische waren etwas höher als die heutigen, ebenso das Netz mit 17 cm. Für die Zuschauer war der Eintritt frei.
Bei den Damen verzichtete man auf die Mannschafts- und Doppelmeisterschaft, weil die Veranstalter glaubten, es würden sich nicht genügend Teilnehmerinnen melden. Die Damen spielten nur um die Weltmeisterschaft im Einzel und im Mixed. Aus Deutschland nahm keine Dame teil.

## Mannschaftswettbewerbe

### Herren
Bei den Herren nahmen sieben Nationen teil, nämlich England, Indien, Deutschland, Ungarn, Tschechoslowakei, Wales und Österreich. Favorisiert waren die Inder, obwohl ihr bester Spieler Prashant N. Nanda fehlte. Jede Nation konnte für den Mannschaftswettbewerb bis zu fünf Spieler nominieren. In jedem Teammatch kamen davon drei Spieler zum Einsatz; alle neun Einzel wurden ausgetragen. Die Mannschaften spielten Jeder gegen Jeden.
Wegen ihrer Favoritenrolle bestritten die Inder am 6. Dezember das Eröffnungsspiel gegen den Gastgeber England. Indien gewann 5:4. Mit je fünf Siegen wurden Österreich und Ungarn gemeinsam Gruppenerster. Im Entscheidungsspiel siegte Ungarn mit 5:4 und wurde somit Mannschaftsweltmeister.
Den Pokal im Wert von 300 Pfund spendete Lady Swaythling (Lady Gladys Goldsmid Montagu Swaythling) (1879–1965), die Mutter des Turnierorganisators Ivor Montagu, und überreichte ihn persönlich an die siegreiche ungarische Mannschaft. Nach ihr nennt man die TT-Mannschaftsweltmeisterschaft auch Swaythling Cup.
| Platz                                      | Nation           | AUS | CZE | ENG | GER | HUN | IND | WAL | Siege |
| ------------------------------------------ | ---------------- | --- | --- | --- | --- | --- | --- | --- | ----- |
| 1.–2.                                      | Österreich       |     | 7:2 | 4:5 | 9:0 | 5:4 | 7:2 | 7:2 | 5     |
| 6.                                         | Tschechoslowakei | 2:7 |     | 0:9 | 5:4 | 1:8 | 2:7 | 2:7 | 1     |
| 3.–4.                                      | England          | 5:4 | 9:0 |     | 8:1 | 2:7 | 4:5 | 5:4 | 4     |
| 7.                                         | Deutschland      | 0:9 | 4:5 | 1:8 |     | 0:9 | 4:5 | 2:7 | 0     |
| 1.–2.                                      | Ungarn           | 4:5 | 8:1 | 7:2 | 9:0 |     | 8:1 | 7:2 | 5     |
| 3.–4.                                      | Indien           | 2:7 | 7:2 | 5:4 | 5:4 | 1:8 |     | 5:4 | 4     |
| 5.                                         | Wales            | 2:7 | 7:2 | 4:5 | 7:2 | 2:7 | 4:5 |     | 2     |
| Entscheidungsspiel Ungarn – Österreich 5:4 |                  |     |     |     |     |     |     |     |       |

## Individualwettbewerbe

### Herren
Es traten 64 Herren im Einzel an. Für das Endspiel qualifizierten sich die beiden Ungarn Roland Jacobi und Zoltán Mechlovits. Jacobi spielte in langen Bügelfaltenhosen und weißem Hemd – man überredete ihn, wenigstens die Fliege abzulegen – und war nach dem 3:0-Sieg der erste Tischtennis-Weltmeister.
Im Doppel bestand das Feld aus 27 Paarungen, im Mixed aus 14 Paaren.

### Damen
Es traten 16 Damen an, davon 12 aus England, sowie Anastasia Flußmann und Gertrude Wildam aus Österreich, Doris Gubbins aus Wales und Mária Mednyánszky aus Ungarn.
Für Mária Mednyánszky begann eine große Siegesserie. Sie sollte 7-mal die Weltmeisterschaft gewinnen, davon fünfmal in Folge. Gegen Doris Gubbins gewann sie das Endspiel in zwei Sätzen, wobei der zweite Satz beim Stande von 20:19 durch einen Fehlaufschlag von Gubbins entschieden wurde.

## Abschneiden der Deutschen

### Herrenmannschaft
Die deutsche Mannschaft gewann keinen Mannschaftskampf und belegte den letzten Platz. Bemerkenswert waren die hohen 9:0 Niederlagen gegen Österreich und Ungarn. Gegen die Tschechoslowakei und gegen Indien verlor man knapp mit 4:5, deutlicher waren die Resultate gegen Wales (2:7) und England (1:8).

### Herreneinzel
Hans-Georg Lindenstaedt siegte gegen Percival Bromfield. Danach kam er kampflos ins Achtelfinale, wo er gegen Munio Pillinger verlor.
Daniel Prenn gewann gegen C.J. Axe (England) und verlor danach gegen W. Ernest (Indien).
Ausgeschieden in Runde 1 waren Curt Gerstmann (gegen A.E. Stillwell, England) und F.L. Hoppe (gegen William Hewitt, England).

### Herrendoppel
Prenn/Lindenstaedt kamen zweimal kampflos weiter und unterlagen dann Cyril Mossford/Hedley Penny (Wales).
Gerstmann/Zinn hatten in Runde 1 Freilos. Danach scheiterten sie an den Engländern H. A. Benett/George J. Ross.

## Wissenswertes
- Der Engländer Charles Allwright war auch ein bekannter Cricketspieler.
- Ältester Teilnehmer: Percival Bromfield (1886–1947) aus Beckenham (England) beeindruckte mit Topspin.
- Der ITTF-Kongress führte zwei mögliche Zählweisen ein: Einmal die seit 1928 verbindliche mit 21 Punkten pro Satz, zum anderen eine tennis-ähnliche, wobei ein Satz aus sechs Spielen besteht. Jeder Nationalverband konnte entscheiden, nach welchem Schema er zählen wollte.[3]
- Maria Mednyánszky kam zu spät zu ihrem ersten Einzel, weil sie über den Zeitpunkt des Beginns falsch informiert war und sich stattdessen ein Fußballspiel ansah. Sie durfte dieses aber nachholen.[4]
- Österreichs Protest gegen den Linoleumboden, der angeblich deren „Angriffsspiel hemmt“, wurde abgewiesen.[5]

## Ergebnisse
| Wettbewerb        | Rang | Sieger                                                                                               |
| ----------------- | ---- | --- |
| Mannschaft Herren | 1.   | Ungarn (Roland Jacobi, Béla von Kehrling, Zoltán Mechlovits, Dániel Pécsi)                           |
| Mannschaft Herren | 2.   | Österreich (Eduard Freudenheim, Paul Flußmann, Munio Pillinger)                                      |
| Mannschaft Herren | 3.   | England (Percival Bromfield, Charles Allwright, Bernard Bernstein, Frank John Burls, James Thompson) |
| Mannschaft Herren | 3.   | Indien (S.R.G. Suppiah, A.M. Peermahomed, Hassan-Ali Fyzee, Athar-Ali Fyzee, B. C. Singh)            |
| Mannschaft Herren | 5.   | Wales (Solly Stone, Cyril Mossford, Hedley Penny, C. F. Williams)                                    |
| Mannschaft Herren | 6.   | Tschechoslowakei (Zdeněk Heydušek, Antonín Maleček, Bohumil Hájek, Jaroslav Kaucký)                  |
| Mannschaft Herren | 7.   | Deutschland (Hans-Georg Lindenstaedt, Curt Gerstmann, Daniel Prenn)                                  |
| Mannschaft Damen  |      | entfällt                                                                                             |
| Herren Einzel     | 1.   | Roland Jacobi – HUN                                                                                  |
| Herren Einzel     | 2.   | Zoltán Mechlovits – HUN                                                                              |
| Herren Einzel     | 3.   | Munio Pillinger – AUT                                                                                |
| Herren Einzel     | 3.   | S.R.G. Suppiah – IND                                                                                 |
| Damen Einzel      | 1.   | Mária Mednyánszky – HUN                                                                              |
| Damen Einzel      | 2.   | Doris Gubbins – WAL                                                                                  |
| Damen Einzel      | 3.   | Anastasia Flußmann – AUT                                                                             |
| Damen Einzel      | 3.   | Winifred Land – ENG                                                                                  |
| Herren Doppel     | 1.   | Roland Jacobi/Dániel Pécsi – HUN                                                                     |
| Herren Doppel     | 2.   | Zoltán Mechlovits/Béla von Kehrling – HUN                                                            |
| Herren Doppel     | 3.   | Munio Pillinger/Paul Flußmann – AUT                                                                  |
| Herren Doppel     | 3.   | Hedley Penny/Cyril Mossford – WAL                                                                    |
| Mixed             | 1.   | Zoltán Mechlovits/Mária Mednyánszky – HUN                                                            |
| Mixed             | 2.   | Roland Jacobi (HUN) /G. Gleeson (ENG)                                                                |
| Mixed             | 3.   | Eduard Freudenheim/Gertrude Wildam – AUT                                                             |
| Mixed             | 3.   | H.A. Bennett/Winifred Land (ENG)                                                                     |

## Medaillenspiegel
| Rang  | Land            | Gold | Silber | Bronze | Gesamt |
| ----- | --------------- | ---- | ------ | ------ | ------ |
| 1     | Ungarn          | 5    | 2,5    | 0      | 7.5    |
| 2     | Österreich      | 0    | 1      | 4      | 5      |
| 3     | Wales           | 0    | 1      | 1      | 2      |
| 4     | England         | 0    | 0,5    | 3      | 3,5    |
| 5     | Britisch-Indien | 0    | 0      | 2      | 2      |
| Total | Total           | 5    | 5      | 10     | 20     |